# Cyperus gayi
Cyperus gayi är en halvgräsart som först beskrevs av Charles Baron Clarke, och fick sitt nu gällande namn av Georg Kükenthal. Cyperus gayi ingår i släktet papyrusar, och familjen halvgräs.
Artens utbredningsområde är Franska Guyana. Inga underarter finns listade i Catalogue of Life.